# Mary Charleson
Mary Charleson (18 de maio de 1890 – 3 de dezembro de 1961) foi uma atriz nascida na Irlanda e radicada no cinema estadunidense  na era muda, que atuou em quase 80 filmes, a grande maioria curta-metragem, entre 1912 e 1920.

## Biografia

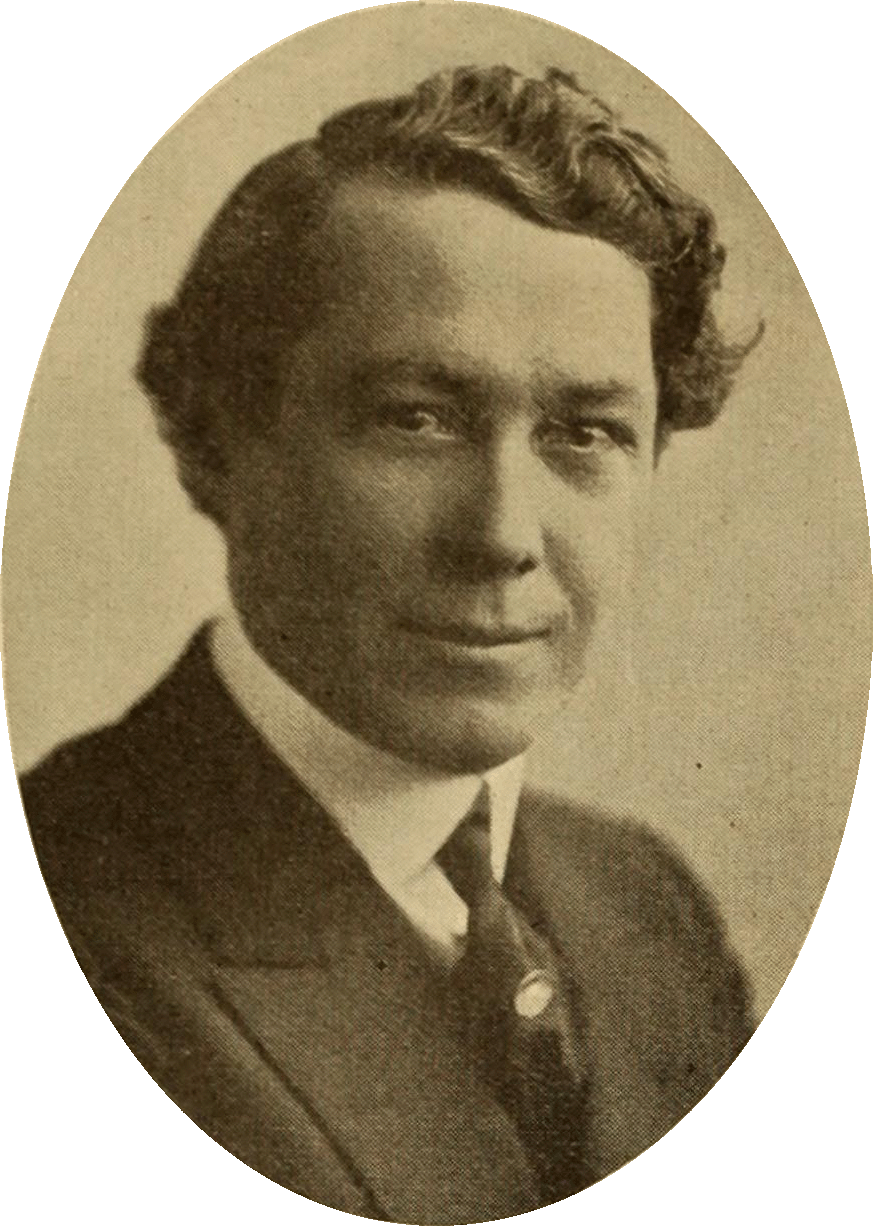
Henry B. Walthall, marido de Mary Charleson.

Mary Charleson em 18 de maio de 1890 em Dungannon, na Irlanda, de uma família ligada ao teatro; seu pai atuou nos palcos ingleses por algum tempo. Sua tia, Kate Price, também se tornou uma conhecida atriz estadunidense na era muda.
Charleson veio com a família para a Califórnia ainda criança, e foi educada em um convento. Começou sua carreira trabalhando no teatro, e sua primeira atuação foi para a Grand Opera Stock Company, em Los Angeles, atuando em algumas peças.
Quando iniciou no meio cinematográfico, seu primeiro filme foi o curta-metragem The Ancient Bow, em 1912, pela Vitagraph Company of América. Entre seus filmes, ao longo da carreira, destacam-se The Strange Story of Sylvia Gray (1914), pela Vitagraph, o seriado The Road o'Strife, em 1915, pela Lubin Manufacturing Company, Satan's Private Door, em 1917, pela Essanay Film Manufacturing Company e Upstairs and Down (1919), pela Selznick Pictures Corporation.
Trabalhou para várias companhias, entre elas a Vitagraph Company of América, Flamingo Film Company, William A. Brady Picture Plays, Lubin Manufacturing Company, Equitable Motion Pictures Corporation, Essanay Film Manufacturing Company, Paralta Plays Inc., Selznick Pictures Corporation e Universal Pictures.
Após o Western Human Stuff, em 1920, pela Universal Pictures, abandonou o cinema para sempre.

## Vida pessoal
Em 16 de março de 1918, casou com o ator Henry B. Walthall, num casamento que durou até a morte dele, em 17 de junho de 1936. No primeiro ano de casados tiveram a filha Patrícia Walthall, que também se tornou atriz.
Charleson morreu em Los Angeles, Califórnia, em 3 de dezembro de 1961.

## Filmografia parcial
- The Ancient Bow (1912)
- The Troubled Trail (1912)
- The Hat (1912)
- The Intruder (1913)
- The Whispered Word (1913)
- The Strange Story of Sylvia Gray (1914)
- Without Hope (1914)
- The Road o'Strife (1915)
- Sealed Lips (1915)
- Passers By (1916)
- Satan's Private Door (1917)
- His Robe of Honor (1918)
- Upstairs and Down (1919)
- Human Stuff (1920)